# Государственный Макеевский научно-исследовательский институт по безопасности работ в горной промышленности
Государственный Макеевский научно-исследовательский институт по безопасности работ в горной промышленности (МакНИИ) — находится в г. Макеевка Донецкой области.

## История

### Центральная спасательная станция в 1907—1926 годах
На рубеже XIX—XX веков развитие добычи угля в мире сопровождалось крупными авариями в угольных шахтах. В основных угледобывающих странах начались серьёзные работы по организации горноспасательного дела и научным исследованиям по борьбе с подземными пожарами, взрывами метана, определению условий формирования взрывоопасных газовых смесей в рудничной атмосфере, взрывчатости угольной пыли. Основной угледобывающий регион России — Донбасс не был исключением.
В 1902 году на некоторых рудниках начали организовываться горноспасательные станции и бригады из числа рабочих, делались первые шаги в этом направлении.
Состоявшийся в 1906 году XXXII съезд горнопромышленников юга России постановил:

«Поручить Совету съезда принять на себя устройство Центральной спасательной станции в одном из районов по выбору Совета съезда».
На эти цели съездом были выделены в общей сложности 139 600 рублей.
Уже 1 ноября 1907 года в Макеевке на эти средства была устроена и оборудована первая в России Центральная спасательная станция. Для этого Русское Донецкое общество каменноугольной и заводской промышленности передало освободившееся здание главной конторы недавно закрытой шахты «Старая Капитальная» и земельный участок 60 x 45 сажен (128 х 96 метров). Здесь были построены: технические здания, учебный штрек и школа десятников. Сюда же дополнительно подвели железнодорожные пути и телефонную линию.
Первое штатное расписание Центральной спасательной станции определяло следующий состав сотрудников: начальник и его заместитель, десять спасателей, конюх и несколько разнорабочих. На станции проводилась подготовка членов спасательной команды к ведению спасательных работ и специальные тренировки, в том числе в непригодной для дыхания атмосфере, а также обучали рабочих шахт основам спасательного дела. При вызове на аварию спасательная команда должна была немедленно выехать с имеющимся оснащением для спасения людей и ликвидации аварии. Для выезда использовался специальный железнодорожный вагон или гужевой транспорт (линейки для командного и личного состава, фургон для оборудования).
Кроме решения оперативных задач по спасению шахтёров и ликвидации многих аварий в шахтах, Центральная макеевская спасательная станция стала одним из первых в России научно-исследовательских учреждений, целенаправленно занимавшихся безопасностью труда. В 1909 году в её состав была включена метрологическая станция, в 1911 — сейсмическая станция 1-го разряда (действовала до 1917 года) и химическая лаборатория. Именно здесь была сконструирована первая отечественная модель респиратора («Макеевка») для защиты органов дыхания горноспасателей, проводились первые исследования взрываемости угольной пыли и газовой смеси.
В 1913—1917 годах, несмотря на трудности периода Первой мировой войны, Центральная спасательная станция продолжала развиваться. В её состав вошла испытательная станция, включавшая в себя штольню по породе и железную штольню для испытаний взрывчатых веществ.
Одним из первых руководителей Центральной спасательной станции был легендарный Н. Н. Черницын, крупный специалист по вопросам взрывобезопасности рудничной атмосферы и угольной пыли, геройски погибший при спасении людей после взрыва метана 27 февраля 1917 года в Корсуньской копи № 1 (ныне шахта «Кочегарка», г. Горловка).
В 1919—1927 годах научная работа Центральной спасательной станции активно продолжалась и охватывала целый ряд важнейших направлений: борьбу с угольной пылью и рудничными газами, спасательное дело, вентиляцию шахт, внезапные выбросы угля и газа. Старший инспектор Центральной спасательной станции С. И. Фисенко в начале 1920-х годов сконструировал первый отечественный самоспасатель, который успешно использовался в угольной отрасли.

### Период 1927—1940 годов
Постановлением Совета Народных Комиссаров СССР 19 мая 1927 года Центральная спасательная станция преобразована в Государственный макеевский научно-исследовательский институт по безопасности горных работ и горноспасательному делу. К этому моменту здесь работали лаборатория физико-химических исследований, канатно-испытательная станция, станция горноспасательного дела и аппаратуры, станция рудничного газа и пыли.
Вся научная часть, в 1927 году, помещалась в небольшом одноэтажном здании, причём научных работников числилось всего четыре человека. Этому коллективу было поручено продумать структуру нового учреждения и наметить пути его развития. Для изучения опыта создания подобных научно-исследовательских организаций, в этот организационный период, было решено командировать Л. Н. Быкова в Москву и Ленинград для ознакомления с положениями об институтах и особенностях организации в них научных исследований. В этой работе большую помощь оказали учёные Ленинградского политехнического института, в частности, академиком Н. Н. Семёновым. На основании собранных материалов, было разработано положение и структура института. При непосредственном участии Л. Н. Быкова было спроектировано здание станции по борьбе с пылью и газом, а также его лаборатории. В дальнейшем были разработаны проекты главного административного корпуса МакНИИ, физико-химической лаборатории, станции электрооборудования и других научных подразделений.
Институт расширялся и развивался. Строились новые здания лабораторий. В 1929 году в составе института была создана научно-исследовательская и испытательная станция рудничного электрооборудования. В 1932 году был построен, сохранившийся до настоящего времени, главный административный корпус института. В 1938 году введена в строй научно-исследовательская станция взрывных работ и взрывчатых материалов, где впоследствии был построен самый большой в мире баллистический маятник для определения эффективности (работоспособности) взрывчатых веществ, металлический штрек для их испытаний, штольня для экспериментальных работ и испытательный полигон.
В 1934 году на территории МакНИИ был сооружён уникальный, единственный в мире вертикальный стенд (копёр) высотой 42 метра для испытаний клетевых парашютов и шахтных вагонеток для перевозки людей. Многие десятилетия этот стенд (демонтирован в 2006 году) был узнаваемым неофициальным символом города Макеевки и института МакНИИ. Во второй половине 1940-х годов, на его наклонной части проводились испытания специальных вагонеток для перевозки людей по наклонным выработкам до 50°, получивших название «вагонетки МакНИИ». Их разработчикам М. К. Галушко и И. А. Артёменко в 1950 году была присуждена Сталинская премия. Без существенных изменений вагонетки «МакНИИ-3» и «МакНИИ-4» (ВЛН) изготавливаются серийно до сих пор и работают на многих шахтах Донбасса, Караганды, Кузбасса, Приморья и Сахалина.
К 1938 году деятельность МакНИИ была сосредоточена на следующих основных направлениях:
- исследование причин травматизма шахтёров;
- разработка методов и средств предупреждения производственного травматизма, аварий и катастроф в горной промышленности;
- разработка, испытания и производство приборов, механизмов и материалов для обеспечения безопасных условий труда в шахтах.

В частности, здесь были разработаны первые отечественные оптические интерферометры для контроля состояния рудничной атмосферы, индикаторы сернистого газа, окиси углерода и окислов азота.
Важную роль в развитии научной деятельности МакНИИ сыграл профессор, академик, Герой Социалистического Труда А. А. Скочинский, который был постоянным консультантом института при решении многих научно-исследовательских проблем.

### Период 1941—1947 годов
Дальнейшее развитие МакНИИ прервала Великая Отечественная война. Уже 23 июня 1941 года младший научный сотрудник института О. И. Бодиенко в лаборатории физических исследований изготовила первую бутылку с зажигательной смесью. В поисках наилучшего результата бутылки разбивались о металлическую ёмкость, находившуюся рядом с лабораторией. Вскоре было налажено их производство для нужд Южного фронта.
В экспериментальных мастерских изготавливались корпуса ручных гранат типа РГ-41 и РГ-42, а в лаборатории № 1 обеспечивалось их снаряжение.
Заведующий бюро физико-химических исследований А. Г. Троценко организовал цех по производству запалов для бутылок с зажигательной смесью, которые отправлялись на фронт для уничтожения немецких танков. В общей сложности было выпущено более 50 тысяч запалов.
Институт участвовал в организации производства боеприпасов и на других предприятиях Донбасса.
Многие сотрудники МакНИИ ушли на фронт, 27 из них погибли.
В октябре 1941 года институт и его основная лабораторная база были эвакуированы в город Ленинск-Кузнецкий. На новом месте научно-исследовательская работа была продолжена. МакНИИ оказывал практическую помощь шахтам Кузнецкого бассейна консультациями, испытаниями, участием в развитии шахт. В частности:
- была исследована взрываемость каменноугольной пыли 120 шахтопластов и разработаны средства борьбы со взрывами метана;
- установлен прогноз газообильности целого ряда шахт Кузбасса, что позволило решить задачу проветривания шахт при развитии добычи угля;
- изучена работа шахтных канатов и разработаны мероприятия по увеличению их срока службы;
- выявлены причины эндогенных пожаров[4] в шахтах и разработаны мероприятия по их предупреждению;
- разработана технология применения тяжёлых врубовых машин[5] на газообильных пластах Кузбасса.

Впоследствии институт продолжил развивать научно-исследовательские работы, связанные со спецификой Кузбасса, через свой филиал, организованный в городе Ленинск-Кузнецкий. Впоследствии, в 1946 году, на базе этого филиала МакНИИ был создан Государственный Восточный научно-исследовательский институт по безопасности работ в горной промышленности (ВостНИИ), который, после недолгого пребывания в городе Ленинск-Кузнецкий и Новосибирске, в 1958 году был размещён в городе Кемерове.
После освобождения Донбасса от немецко-фашистских захватчиков сотрудники МакНИИ вернулись в Макеевку. Фашистская оккупация нанесла институту тяжёлый ущерб. Оккупантами были разрушены почти все служебные и жилые помещения, экспериментальные сооружения. Немедленно были начаты работы по восстановлению сооружений института и его деятельности. Коллектив своими силами в короткий срок сумел частично восстановить лабораторно-экспериментальную базу и приступил к своей деятельности, обеспечивая практическую помощь в восстановлении шахт Донбасса и других регионов страны.
Уже 19 октября 1943 года в институт первым в Донбассе начал промышленное производство кислорода для нужд восстановления шахт и заводов, а также воинских и горноспасательных частей. По указанию заместителя Наркома угольной промышленности СССР А. Ф. Засядько институт в течение месяца построил, оборудовал и запустил установку по производству карбида кальция для автогенных работ.
К марту 1944 года были восстановлены здания всех шести действовавших до войны научно-исследовательских станций, а также их основное оборудование, организована новая углехимическая лаборатория для изучения углей шахт Донбасса. Были восстановлены крупные экспериментальные установки для проверки безопасности промышленных взрывчатых веществ, электрооборудования, контроля взрываемости угольной пыли. На основании теоретических и экспериментальных исследований, в частности, были разработаны новые методы и приборы контроля пылевзрывобезопасности горных выработок.
Для решения задач по восстановлению шахт Донбасса и послевоенного хозяйства, деятельность института была сосредоточена на следующих основных направлениях:
- проветривание восстанавливаемых шахт Донбасса;
- изучение газовыделения и разработка способов борьбы с газом при осушении затопленных шахт;
- изучение состояния крепёжного леса и разработка мероприятий по его сохранению;
- обобщение опыта восстановления вертикальных стволов шахт Донбасса 1-й очереди с целью перенесения его на шахты, восстанавливаемые в последующие сроки;
- определение пригодности к эксплуатации электрооборудования, находящегося длительное время под водой и разработка методов его восстановления;
- выявление шахт Донбасса с кислой водой для подбора водоотливного оборудования;
- изучение и выявление возможностей расширения ресурсов коксующихся углей.

За годы напряжённого труда в период 1927—1947 годов коллектив института нашёл решения сотням сложных научно-технических вопросов в области безопасности работ в горной промышленности, зачастую казавшихся непреодолимыми. Впервые в СССР были разработаны, изготовлены и внедрены индивидуальные самоспасатели для горнорабочих, разработан отечественный, оригинальный способ определения прочности шахтных канатов, методы испытаний электрооборудования на взрывобезопасность, взрывчатых веществ и средств взрывания, промышленных противогазов, противопылевых респираторов и др.
Исключительно благоприятные условия для высококачественных испытаний и экспериментальных работ определялись наличием возможности постановки опытов в условиях, максимально близких к реальной шахтной подземной обстановке. Действовавшие в МакНИИ две опытные шахты, где разрабатывался пласт «Аршинка», имели все необходимые средства для широкого экспериментирования в жёстких производственных условиях.

### Период 1948—1970 годов
В первое послевоенное десятилетие, помимо научно-исследовательских и опытно-конструкторских работ, МакНИИ приступил к систематической деятельности по подготовке и повышению квалификации работников угольной промышленности в области безопасности труда. Только за десять послевоенных лет на семинарах МакНИИ для общественных инспекторов по технике безопасности было обучено 18 тысяч человек, научными работниками института прочитано более 2400 лекций непосредственно на шахтах, организовано 75 различных курсов для руководителей шахт и горнодобывающих предприятий с общим числом слушателей более 2700 человек.
Здесь проходили обучение работники шахт Донбасса, Львовско-Волынского угольного бассейна, Караганды, Кузбасса, Дальнего Востока, Сахалина, Воркуты и других угольных бассейнов страны.
Одновременно продолжались и научные исследования. В 1949 году старший научный сотрудник МакНИИ Ю. М. Рибас, в составе авторского коллектива, был удостоен Сталинской премии за разработку и внедрение новых взрывобезопасных конструкций шахтных светильников.
В 1950 году коллектив авторов, включая И. П. Скляренко, В. К. Перепелицу, Ф. М. Галаджего и Н. К. Шеллар, получил Сталинскую премию за создание и внедрение в угольную промышленность переносных приборов для контроля рудничной атмосферы.
В 1951 году, при непосредственном участии И. В. Боброва, была составлена геолого-углехимическая карта Донецкого бассейна, за которую коллектив авторов был удостоен звания лауреатов Сталинской премии.
В том же году А. М. Котлярскому, П. Ф. Ковалёву и другим участникам авторского коллектива была присуждена Сталинская премия за создание и внедрение взрывобезопасного рудничного электрооборудования. Разработанные ими пинципы конструирования такого оборудования широко применяются и сегодня.
К середине 1950-х годов на территории института, охватывавшей 23 га, располагались научно-исследовательские лаборатории, опытные штольни, испытательные стенды, экспериментальные мастерские, опытная шахта, жилые и вспомогательные служебные помещения.
В 1956 году коллектив МакНИИ состоял из 700 человек. К концу 1950-х годов значительная часть научных сотрудников проживала в благоустроенных квартирах на территории института, где был построен детский сад, продуктовый и промтоварный магазины, футбольное поле (на вершине породного отвала закрытой в начале XX века шахты «Старая Капитальная» — см. фото), велось преподавание в детской музыкальной школе.
Общая площадь служебных зданий института составляла около 20 000 м². Институт имел следующие специальные научно-исследовательские лаборатории:
- Вентиляции и газа;
- По борьбе с внезапными выбросами угля и газа;
- Взрывных работ и взрывчатых материалов;
- По борьбе с пылеобразованием;
- Рудничного подъёма и транспорта;
- Рудничного электрооборудования;
- Физико-химических исследований.

Кроме специальных лабораторий в институте располагался ряд лабораторий общего назначения: газоаналитическая, радио-техническая, рентгеновская и др. Каждая из них имела специальные здания и сооружения для проведения различных исследовательских и экспериментальных работ. В частности, в специальной аэродинамической лаборатории МакНИИ, оснащённой уникальной установкой, выполнялись метрологические исследования и поверка важнейших приборов для контроля движения воздуха в горных выработках, включая анемометры.
В состав МакНИИ входил ряд производственных и экспериментальных сооружений:
- Опытная шахта;
- Экспериментальные мастерские;
- Подземная штольня;
- Опытные поверхностные металлические штольни;
- Испытательные стенды.

Основными направлениями работы института являлись:
- Научные исследования в области улучшения безопасности работ в горной промышленности и внедрение разработанных институтом предложений.
- Государственные контрольные испытания оборудования и материалов с целью определения возможности их безопасного применения в шахтах.

Научно-исследовательская деятельность МакНИИ была направлена на решение следующих проблем и задач:
1. Предупреждение и локализация взрывов рудничных газов и каменноугольной пыли, исследования причин возникновения и распространения взрывных реакций, разработка методов борьбы с ними.
2. Борьба с суфлярными выделениями газа[7] и внезапными выбросами угля и газа в угольных шахтах; исследование природы этих явлений и разработка мер для их предупреждения и ликвидации;
3. Прогноз газообильности вновь строящихся шахт, улучшение проветривания действующих шахт путём изучения причин, вызывающих нарушение нормального режима вентиляции при развитии горных работ; разработка и практическое опробование мероприятий по предупреждению и устранению этих нарушений.
4. Изучение газоносности и газовыделений при различной технологии выемки, а также вопросов дегазации угольных пластов.
5. Улучшение безопасности и эффективности взрывных работ в шахтах, опасных по пыли и газу; создание наиболее рациональных методов ведения взрывных работ, а также разработка новых антигризутных мощных взрывчатых веществ и более совершенных средств взрывания.
6. Совершенствование действующего и разработка нового взрывобезопасного электрооборудования, создание более совершенных методов его защиты от передачи взрывов в окружающую рудничную атмосферу, а также дальнейшее улучшение способов защиты людей от поражения электрическим током в подземных условиях.
7. Совершенствование безопасности работы различных подъёмных установок, исследование способов защиты от обрывов подъёмных канатов. Разработка мероприятий по ликвидации травматизма на рудничном транспорте и др.
8. Кондиционирование рудничного воздуха.
9. Разработка более совершенных способов контроля рудничной атмосферы.

Все виды шахтного электрооборудования, взрывчатые вещества и средства взрывания, инертные пыли, рудничные канаты и прицепные устройства, контрольно-измерительные шахтные приборы и аппараты, предназначенные для применения в шахтах, проходили в институте обязательные контрольные испытания с целью проверки соблюдения заводами-изготовителями и предприятиями-поставщиками единых правил и норм их изготовления. В том числе, во второй половине 1940-х годов в МакНИИ была создана уникальная по своему техническому оснащению и применяемым методикам, первая отечественная испытательная лаборатория взрывобезопасного электрооборудования (П. Ф. Ковалёв, А. М. Котлярский).
Испытания рудничных подъёмных канатов, конвейерных лент, их стыковых соединений, цепей, прицепных и подвесных устройств шахтных подъёмных сосудов, вагонных сцепок, деталей машин и металлоконструкций производилось в лаборатории прочности отдела рудничного подъёма и транспорта. Здесь для этих целей были построены специальные статические и динамические (100- и 200-тонные) машины, в том числе использовалась горизонтальная разрывная машина немецкого производства. Испытательные машины были установлены в малом и большом машзале отдела рудничного подъёма и транспорта. В оснащении института таким оборудованием большую роль сыграл Министр угольной промышленности СССР А. Ф. Засядько.
С 1952 года, в целях борьбы с внезапными выбросами угля и газа, на шахтах Донбасса начато применение опережающих разгрузочных скважин большого диаметра, для этого были сконструированы специальные буровые станки, позволяющие бурить скважины в любом месте забоя или штрека.
В 1953 году под руководством И. М. Печука разработан метод прогноза газообильности шахт. Методика прогноза была утверждена Министерством угольной промышленности СССР. Она и теперь используется всеми проектными институтами и организациями при разработке проектов вентиляции новых и реконструируемых шахт.
Специальным Постановлением Совета Министров СССР от 27.11.1951 было принято решение о расширении работ в области борьбы с внезапными выбросами угля и газа. В соответствии с этим на шахтах Донбасса было организовано 13 специализированных опорных пунктов МакНИИ, обеспечивающих разработку мероприятий по предотвращению выбросов, наблюдение за их эффективностью и проведение исследовательских работ.
В 1950-е годы институтом выполнены фундаментальные исследования природы и механизма выбросов угля и газа (И. В. Бобров, Р. М. Кричевский, И. М. Яровой), которые не имели аналогов в мировой практике по уникальности, представительности и разнообразию экспериментальных работ в натурных условиях. В частности, был создан и широко внедрён метод текущего прогноза выбросоопасных зон при проведении подготовительных и очистных выработок, применявшийся в 115 шахтах Советского Союза. На основе полученных результатов была создана теория опережающей отработки защитных пластов для предотвращения внезапных выбросов угля и газа (Л. Н. Карагодин, И. П. Браилко, Н. Е. Волошин), разработаны способы борьбы с выбросами за счёт высоконапорного нагнетания воды в угольный пласт в режиме рыхления (Л. Н. Карагодин, И. П. Браилко, И. И. Балинченко), а также путём гидроотжима призабойной части (И. В. Бобров, В. А. Шатилов).
Институт впервые в мировой практике выполнил крупные исследования природы и механизма выбросов породы и газа в шахтах, установил их общность с природой внезапных выбросов угля и газа. Были разработаны и внедрены методы прогноза выбросоопасности пород по данным геологоразведочного бурения, степени выбросоопасности песчаников при проведении подземных выработок, способы локализации и предотвращения внезапных выбросов породы и газа (В. И. Николин, М. И. Большинский).
Исследования МакНИИ позволили определить природу самовозгораемости углей, установить её взаимосвязь с горно-геологическими условиями, разработать способы безопасного вскрытия и подготовки угольных пластов, систему разработки, скорость подвигания очистного забоя и меры по предотвращению эндогенных пожаров (И. М. Печук, В. М. Маевский).
В 1960-х годах МакНИИ приступил к решению задач автоматизации контроля и управления проветриванием шахт. Совместно с другими институтами были созданы первые опытно-промышленные образцы системы телеметрического контроля концентрации метана и количества воздуха в горных выработках, а также системы диспетчерского управления проветриванием шахт (К. К. Бусыгин, Б. А. Клепиков).
Важнейшим итогом работы в области создания надёжных и предохранительных взрывчатых веществ являются внедрённые в 1966—1973 годах специальные предохранительные взрывные патроны в полиэтиленовых оболочках с жидким наполнителем для угольных шахт, опасных по газу и пыли (Ф. М. Галаджий).
Только в период 1966—1970 годов институтом было выполнено более 300 научно-исследовательских работ, разработаны и внедрены новые методы обеспечения безопасности работ в угольных шахтах.
За время существования института сменилось несколько поколений учёных. Значительный вклад в становление и дальнейшее развитие МакНИИ внесли известные учёные: В. Л. Божко, А. М. Котлярский, В. Д. Белый, П. Ф. Ковалёв, И. В. Бобров, А. И. Бобров, Р. М. Кричевский, В. Л. Божко, Ф. М. Галаджий, В. И. Николин, И. М. Печук, Л. Н. Быков, А. М. Морев, В. П. Колосюк и многие другие.

### Период 1971—1990 годов
Благодаря высокому научному потенциалу, МакНИИ ещё в 1960-х годах приобрёл мировое признание, стал крупнейшим в стране научным центром по вопросам безопасности работ в горной промышленности. С этого времени МакНИИ был определён в качестве головного института по вопросам безопасности труда в горной промышленности СССР. Работы института составили научную основу «Правил безопасности в угольных и сланцевых шахтах», а также целого ряда других основополагающих нормативных документов, обеспечивавших поддержание и улучшение безопасности труда в отечественной горной промышленности.
В 1970-х годах особое внимание института было уделено вопросам борьбы с местными скоплениями газа в очистных и подготовительных выработках шахт. Изучена природа формирования различных видов таких скоплений, в том числе впервые выявленных слоевых скоплений метана, разработаны методы контроля и борьбы с ними, включая скопления газа, образующиеся при работе выемочных машин (А. И. Бобров, В. М. Шейко). Создан и внедрён эффективный способ борьбы с метановыделением из выработанных пространств с помощью газоотсасывающих вентиляционных установок (О. И. Касимов, Б. В. Балинский).
За период 1965-1975 годов МакНИИ был выполнен ряд научно-исследовательских работ, направленных на решение вопросов безопасной эксплуатации локомотивов с дизельным приводом в угольных и сланцевых шахтах (И. Т. Чуйко, В. С. Нос, В. С. Торгашев). Применение дизелевозов позволило существенно повысить безопасность рудничного транспорта и его производительность.
В 70-е годы был разработан под руководством В. И. Бережинского впервые в мировой практике метод регламентации норм браковки канатов шахтного подъёма по потере сечения стали проволок при неразрушающем контроле канатными дефектоскопами с учётом задаваемой вероятности безаварийной эксплуатации канатов, их конструкции и запасов прочности при навеске. Использование этих норм сначала на угольных шахтах, а затем на шахтах при разработке рудных, нерудных и россыпных месторождений полезных ископаемых позволило повысить безопасность эксплуатации шахтных подъемных установок, предупреждая одновременно недоиспользование ресурса канатов.
Применение разработанных МакНИИ методов комплексного обеспыливания позволило к началу 1970-х годов резко снизить запылённость воздуха в угольных шахтах Украинской ССР и на 40 % уменьшить заболеваемость шахтёров пневмокониозом.
В 1973 году М. Г. Гусеву, в составе коллектива авторов, была присуждена Государственная премия СССР за создание и массовое внедрение на угольных шахтах первой отечественной непрерывно действующей автоматической газовой защиты. Это изобретение стало прорывом в деле обеспечения безопасности рудничной атмосферы угольных шахт и предупреждения взрывов метана. Положенные в его основу принципы конструирования автоматической газовой защиты и сегодня широко используются в угольной промышленности.
Для внедрения разработок института и оказания научно-технической помощи шахтам по вопросам безопасности труда, в 1970-х годах в основных угледобывающих регионах страны были созданы отделения МакНИИ: Луганское, Шахтинское, Грузинское, Подмосковное, Эстонское и Львовско-Волынское.
К концу 1980-х годов в состав МакНИИ входило:
- 12 отделов, включавших в себя 55 научно-исследовательских лабораторий и секторов;
- 15 секторов по борьбе с внезапными выбросами угля и газа на шахтах Донбасса;
- 5 отделений и один сектор в различных угольных бассейнах СССР.

Общая численность сотрудников института составляла 1300 человек, в том числе 4 доктора и 98 кандидатов технических наук, 130 старших и 121 младших научных сотрудников.

### Период после 1991 года
В 1991 году, после распада Советского Союза, институт оказался на территории Украины. В результате нарушения хозяйственно-экономических связей между предприятиями бывших союзных республик, всеобщего спада производства, остановок и закрытия угольных шахт, институт был поставлен на грань выживания. Его научно-исследовательская деятельность неизбежно сокращалась, как и число сотрудников.
Несмотря на переживаемые институтом сложности, благодаря энергичным усилиям А. И. Боброва, удалось реанимировать ряд приостановленных ранее перспективных направлений исследований. В частности, была возобновлена разработка средств ликвидации местных скоплений метана в погашаемых тупиках вентиляционных выработок, способов прогноза и предотвращения газодинамических явлений, способов прогноза формирования радиационной обстановки в угольных шахтах, способов локализации взрывов метана и угольной пыли. Интенсифицировано создание стационарных и переносных приборов контроля состава рудничной атмосферы.
В составе МакНИИ действовал испытательный центр и орган по сертификации взрывозащищенного горно-шахтного оборудования, средств индивидуальной защиты, рудничного транспорта, а также горных машин и комплексов. При институте функционировала докторантура и аспирантура.
В 2001 году институт получил централизованных государственных средств на выполнение научно-исследовательских работ в сумме не более 6 % от необходимого годового объёма финансирования.
В 2005 году коллектив МакНИИ насчитывал около 400 человек.

## Направления деятельности
За годы существования МакНИИ стал головным научным учреждением Министерства угольной промышленности СССР, а затем и Украины, по проблемам охраны труда и промышленной безопасности в угольной отрасли, получил широкое международное признание.
В Советское время силами учёных МакНИИ в институте была создана уникальная опытно-экспериментальная база, включавшая в себя многочисленные испытательные стенды, взрывные камеры, специальные установки, механизмы и машины, оснащенные современными приборами для проведения экспериментальных исследований. В научно-исследовательских отделах и лабораториях выросла целая плеяда докторов и кандидатов технических наук.
Главные научные направления института:
- разработка, совершенствование и внедрение новых технических решений в области безопасности горных работ;
- экспертиза технической документации и опытных образцов взрывобезопасного горного оборудования, контроль и испытание новой горной техники;
- техническая экспертиза обстоятельств аварий в шахтах;
- разработка правил, норм и требований безопасности, в том числе к оборудованию, машинам, механизмам и материалам, применяемых в горной промышленности.

Основные направления деятельности:
- методы и средства проветривания горных выработок;
- дегазация угольных шахт;
- газовый контроль рудничной атмосферы;
- борьба с внезапными выбросами угля, породы и газа;
- борьба с рудничной пылью;
- безопасность взрывных работ, взрывчатых материалов, средств взрывания;
- борьба с высокими температурами, кондиционирование выработок;
- безопасное использование электроэнергии в шахтах;
- безопасность эксплуатации комплексов оборудования, машин и механизмов;
- безопасность на подземном транспорте и шахтном подъёме;
- промышленная санитария, средства индивидуальной и коллективной защиты шахтеров;
- вопросы экологически безопасных и наукоёмких технологий.

## Директора института
- 1907—1908 — Федорович, Иосиф Иосифович
- 1908—1916 — Левицкий, Дмитрий Гаврилович
- 1916—1917 — Черницын, Николай Николаевич
- 1917—1919 — Антонович Л. М.
- 1919—1928 — Гриндлер, Болеслав Фридрихович
- 1928—1932 — Шерудилло П. А.
- 1932—1933 — Ерёменко
- 1933—1934 — Невский И. А.
- 1934—1936 — Ковалёв И. Ф.
- 1936—1940 — Иванов В. Е.
- 1937—1939 и 1946—1951 — Артёменко, Иван Андреевич
- 1940—1947 — Борисов, Михаил Борисович
- 1951—1966 — Бобров, Иван Владимирович
- 1966—1977 — Тимошенко, Александр Тимофеевич
- 1978—1995 — Колесов, Орест Андреевич
- 1995—1997 — Кузяра, Владимир Иосифович
- 1997—2000 — Бобров, Анатолий Иванович
- 2000—2016 — Брюханов, Александр Михайлович
- С 2017 года — Демченко, Олег Александрович (и. о.)

## Награды и премии
За свой более чем 100-летний период деятельности институт получил около 1000 авторских свидетельств и патентов на изобретения, множество дипломов и медалей на отечественных и зарубежных выставках.
Разработки института удостаивались Сталинской премии и Государственной премии СССР (в 1949, 1950, 1951, 1973 годах), а также Государственной премии Украинской ССР в области науки и техники (1985 и 1988 годы), Государственной премии Совета Министров СССР (в 1984, 1985, 1986, 1987 годах).
За успехи, достигнутые коллективом института в разработке и внедрении на предприятиях горной промышленности более совершенных средств безопасности и улучшение условий труда, в 1971 году МакНИИ награждён орденом Октябрьской революции, юбилейной Ленинской Почетной Грамотой.
Ученые института удостоены многочисленных государственных и ведомственных наград, являются лауреатами престижных международных и отечественных премий, выставок, ярмарок, работа коллектива получила широкое признание горной общественности угледобывающих стран мира.

## Лауреаты Сталинской премиииГосударственной премии СССР
- И. А. Артёменко, канд. техн. наук
- И. В. Бобров, доктор техн. наук, профессор
- Ф. М. Галаджий, доктор техн. наук, профессор
- М. К. Галушко
- М. Г. Гусев, канд. техн. наук
- П. Ф. Ковалёв, доктор техн. наук, профессор
- А. М. Котлярский, канд. техн. наук
- В. К. Перепелица, канд. техн. наук
- Ю. М. Рибас, старший научный сотрудник
- И. П. Скляренко, канд. техн. наук
- Н. К. Шеллар, инженер

## Лауреаты Премии Совета Министров СССР
- В. Л. Божко, канд. техн. наук
- О. И. Касимов, канд. техн. наук
- В. П. Колосюк, доктор техн. наук
- В. В. Конарев, канд. техн. наук
- О. Г. Кременев, канд. техн. наук
- В. С. Маевский, канд. техн. наук
- А. М. Морев, доктор техн. наук
- И. Ф. Сумин, канд. техн. наук

## Лауреаты Государственной премииУкраинской ССР
- М. Г. Гусев, канд. техн. наук
- Ф. Е. Кригман, канд. техн. наук
- Э. Н. Медведев, доктор техн. наук
- В. И. Назаренко, канд. техн. наук
- Г. М. Сёмин, старший научный сотрудник

## Заслуженные деятели науки и техники Украинской ССР
- И. А. Артёменко, канд. техн. наук
- И. В. Бобров, доктор техн. наук, профессор

## Заслуженные изобретателиУкраинской ССР
- В. П. Колосюк, доктор техн. наук, профессор
- Н. Р. Шевцов, доктор техн. наук

## Лауреаты Премии им. академика А. А. Скочинского
- А. М. Морев, доктор техн. наук
- В. Л. Божко, канд. техн. наук
- Р. М. Кривицкая, канд. техн. наук
- А. И. Бобров, доктор техн. наук, профессор
- Б. В. Балинский, канд. техн. наук
- Д. В. Кузьмин, канд. техн. наук
- О. А. Колесов, доктор техн. наук
- М. И. Большинский, доктор техн. наук
- И. С. Фридман, старший научный сотрудник
- Ю. Т. Хорунжий, канд. техн. наук
- Н. Р. Шевцов, доктор техн. наук, профессор
- Л. И. Вайнштейн, канд. техн. наук
- А. Е. Ольховиченко, доктор техн. наук
- Н. Н. Хохотва, канд. техн. наук
- В. А. Кузин, канд. техн. наук
- А. Ф. Клишкань, канд. техн. наук
- Т. Я. Мхатвари, канд. техн. наук
- А. Ю. Бутуков, канд. техн. наук
- Н. Л. Росинский, доктор техн. наук, профессор
- В. И. Николин, доктор техн. наук, профессор
- И. И. Балинченко, канд. техн. наук
- Э. И. Тимофеев, канд. техн. наук